# ZU-23-2雙管高射炮
ZU-23-2（俄語：ЗУ-23-2 “Сергей”；／，全稱：／，意為：防空炮架，音譯：謝爾蓋；俄罗斯国防部火箭炮兵装备总局代號：／）是一款由苏联研製及生產的牽引式雙管高射機炮，發射23×152毫米B苏联口徑机炮炮彈。

## 發歷研史
1950年代後期，苏联研製了ZU-23-2。它被設計為攻擊2,500公尺（2,734.03码，8,202.1英尺，1.55英里）範圍以內的低空飛行目標以及在2,000公尺（2,187.23码，6,561.68英尺，1.24英里）範圍以內的装甲车，並為部隊和戰略性位置給予對於通常由直升機和低空飛行的飛機來進行的空中突擊的直接防禦。
1955年，KBP呈列了單管型ZU-1和雙管型ZU-14。雖然前者最終沒被採用，但ZU-14被選中，並在經過一些修改以後，以ZU-23-2之名進入大量生產。
在蘇聯大約生產了140,000門ZU-23-2。ZU-23-2也已經被保加利亞、波蘭、埃及和中華人民共和國根據特許來生產的。
這種武器的研發成為了促使ZSU-23-4「石勒喀河」自行高射炮（SPAAG）出現的因素。

## 描述
ZU-23-2（2A13）是在一台小型拖車上安裝了兩門2A14 23毫米高射機炮，它亦可以轉換成固定炮架狀態以進行實彈機炮射擊。而在這個狀態以下，車輪會被移到一旁。該機炮可以在30秒內於行軍狀態以下準備射擊，以及在緊急情況以下可於行進狀態時射擊。該武器是由ZAP-23光學機械瞄準具的協助下作手動瞄準和射擊；而該瞄準鏡使用手動輸入的目標數據，以提供有限度的自動瞄準。它還具有T-3直管望远镜，在對付地面目標，例如步兵，以及無裝甲或輕型裝甲車輛的時候使用。彈藥是由兩盒彈箱通過一條柔性輸彈帶來進行供彈。每個彈箱位於兩門機炮的側部，並各自攜帶50發。在武器射擊期間所產生的一部份煙霧氣體會通過炮管側面的開口散去。
通常情況以下，一旦每根炮管已經發射了100發的話，它就會變成過熱，並因此需要更換備用炮管。每件武器通常設置有兩根替換炮管作為其標準配備部件。KBP儀器設計廠旗下的聯合股份子公司圖拉兵工廠（Тульский машиностроительный завод им. Рябикова）正在提供將2A14機炮升級為2A14M標準的零部件，將炮管壽命由原來的8,000發提升為10,000發。
該機炮的運輸炮架是以早期型的ZPU-2防空雙管重機槍為藍本，只是裝有兩挺KPV 14.5毫米重機槍。ZU-23-2可以通過不同位置的彈箱（與炮架成直角）和炮口消焰器來識別。ZU-23與ZPU系列的另一項相似之處，在於它也研製出其單管和四管版本。然而，這些版本卻從未投入服役。
ZU-23-2可以藉由許多不同車輛來拖曳。在蘇聯和後來的俄羅斯中最經常使用以拖曳它的牽引車輛是GAZ-66四轮驱动式卡車和GAZ-69人員車四輪驅動式輕型卡車。

## 彈藥
ZU-23-2 23毫米口徑高射炮採用了與戰爭時期的伏爾柯夫-雅爾雪夫VYa-23航空機炮相同的23×152毫米B苏联口徑机炮炮彈。但是，由於發射體、裝藥和底火都不同，因此彈藥不能互換。高射炮的彈藥可以藉由它的鋼製彈殼來識別，而航空機炮的彈藥則是黃銅彈殼。下表列出了一些可以在23毫米高射炮上使用的23×152毫米B彈藥的主要特點：
| 命名   | 類型                      | 發射體的重量（克） | 炸藥重量（克） | 炮口初速（米／秒） | 描述 |
| ------ | ------------------------- | ------------------ | -------------- | ------------------ | --- |
| BZT    | 穿甲燃烧弹 （API）        | 190                | ？             | 970                | 堅硬的穿甲钢彈芯，防風彈帽內具有燃燒裝藥。 在60°碰撞（從相垂直），1,000公尺的範圍內，貫穿10毫米厚的軋壓均質裝甲（RHA），曳光彈燃燒劑燃燒時間：5秒 |
| OFZ    | 高爆彈 （HE）             | 184                | 19             | 980                | 高爆碎片彈，具有彈鼻引信整合式自我毀滅裝置。 |
| OFZT   | 高爆曳光彈 （HE-T）       | 188                | 13             | 980                | 高爆碎片彈，減少了高爆炸藥以騰出空間裝填曳光彈燃燒劑； 曳光彈燃燒劑燃燒時間：5秒                                                                  |
| APDS-T | 脫殼穿甲曳光彈 （APDS-T） | 143                | 沒有           | 1,120              | 來自波蘭的次口徑曳光式穿甲彈。 在45°碰撞（從相垂直），1,000公尺的範圍內，貫穿28毫米厚的軋壓均質裝甲（RHA）；曳光彈燃燒劑燃燒時間：>2.1秒          |

不僅是該機炮本身，而且彈藥也是在數個國家產生。在保加利亞，ARCUS有限公司生產2A7和2A14機炮的彈藥和保險絲。

## 服役歷史
1960年，ZU-23-2開始在蘇聯軍隊服役。ZU-23-2通常安裝在卡車上使用，並且同時擔任防空和火力支援角色。它也可以架設在MT-LB多用途履帶式装甲运兵车們的車頂上。特別改裝型三腳式ZU-23-2則是架設在以BTR-DG為藍本的空降式自走高射炮上使用。價格便宜、容易操作、還仍然有效使ZU-23-2被俄羅斯軍隊和其他20多個軍隊所採用。
在1979年阿富汗戰爭，蘇聯軍隊投放整套ZU-23-2，以確保佔領地區的防空；同時，阿富汗聖戰者利用那些被打敗或撤退的蘇聯軍隊所留下的ZU-23-2，以反擊蘇聯的空中力量。到了日後的第二次阿富汗戰爭時期，交戰雙方，包括塔利班和北方联盟都使用ZU-23-2，以及9K32「箭-2」或FIM-92「刺針」便携式防空导弹，作為其主要的防空武器。
1983年年末，ZU-23M被黎巴嫩多國部隊於戰爭之中用以對抗及攻擊美国海军陆战队地面部隊。當時，一名海軍陸戰隊發言人形容這種武器的殺傷性使用是違反了戰爭法；然而，1988年撰寫的海軍陸戰隊憲報刊登，馬斯·W·海斯帕爾少校駁回了這一指控並認為是不正確的。
該型號高射機炮己被發現在利比亞內戰中被交戰雙方廣泛使用，通常架設在武裝改裝車以上。該武器目前又已經在敘利亞內戰中被大量使用。從YouTube影片顯示，該武器以螺栓固定到卡車上，而其中一台甚至成功擊落了敘利亞的直升機。

## 衍生型及升級型

### 俄羅斯聯邦

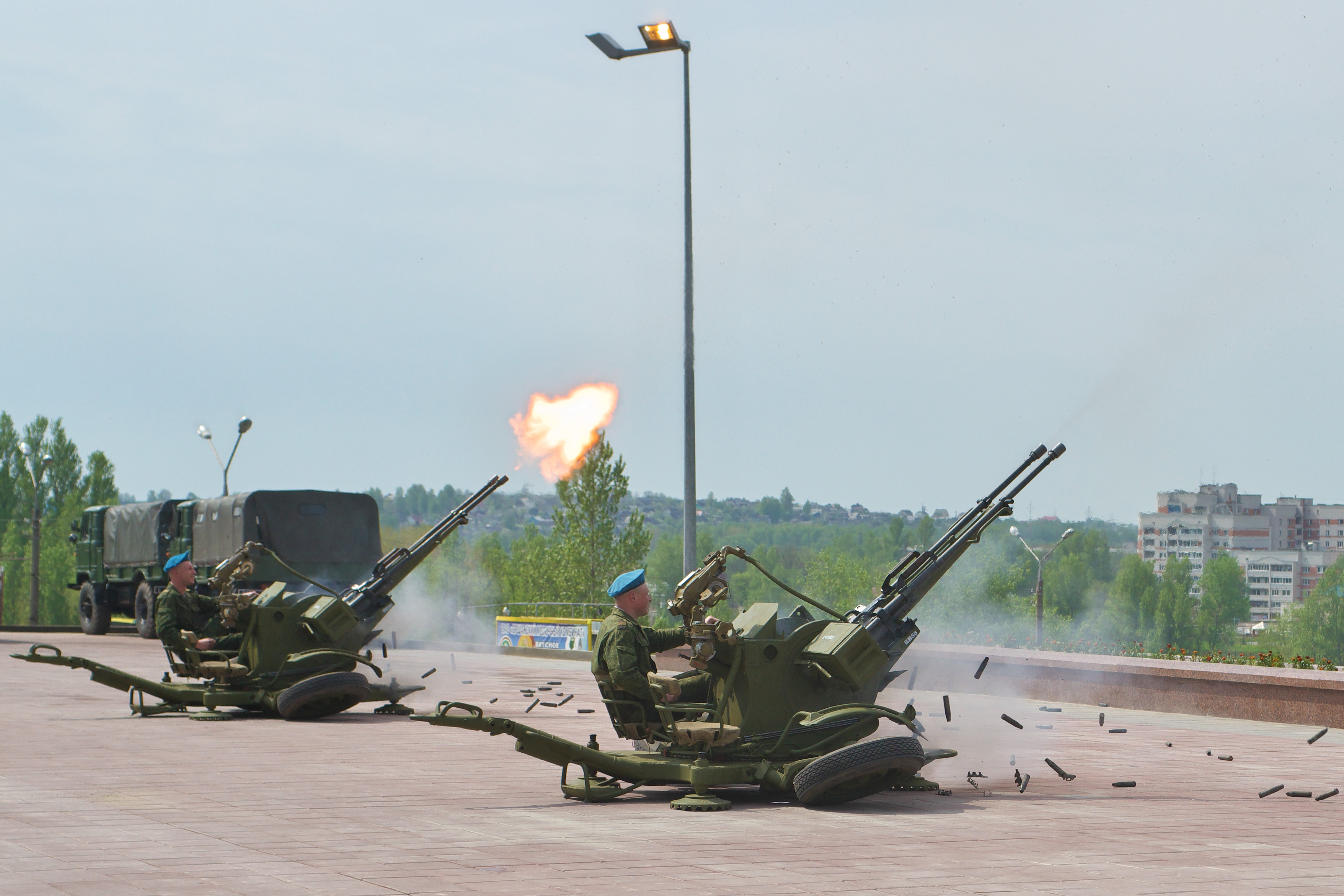
ZU-23-2射擊。攝於白俄羅斯維捷布斯克。

- ZU-23M：升級衍生型，由諾德爾曼精密工程設計局（KB Tochmash）所設計。具有新型的瞄準系統（包括激光測距儀、電視頻道、光學機械裝置，可藉由使用熱電偶位置頻道來得到增強，並在夜間的情況使用電視系統）和機電運轉系統。可選配備是配備兩枚短程防空導彈，例如9K32M「箭-2」或是9K38「伊格拉」的安裝架座。[12][13]
- ZU-23M1：這是當前的型號，由波多爾斯基機電特殊工程工廠「PEMZ Spetsmash」開放式聯合股份公司和「NTC Elins」封閉股份公司所研製，並且由俄羅斯國防出口公司提供。就像ZU-23M，它具有一個升級型火控系統，並可以選擇安裝兩台「伊格拉」系列短程防空導彈發射器，通常是9K338「伊格拉-S」。[14]
  - 完整的防空機炮／導彈系統被稱為ZU-23/ZOM1（經常被誤稱為“ZU-23/30M1”）。它是由“導彈—火炮合一發射模塊”（strel'bovoj MODUL）ZU-23/ZOM1-SM；“導彈發射模塊”（puskovoj MODUL）ZU-23/ZOM1-PM的武裝配備，四枚9K333“箭-10”型導彈；遠程控制模塊（MODUL distantsionnogo upravleniya）ZU-23/ZOM1-MU和便攜式發電機AB-1所組成。根據客戶的意願，該系統可不配備-SM模組（ZU-23/ZOM1-1）、不配備-PM模組（ZU-23/ZOM1-2）、不配備遙控器（ZU-23/ZOM1-3），或是不配備-PM和-MU模組（ZU-23/ZOM1-4）以下交付。[15]

### 波蘭

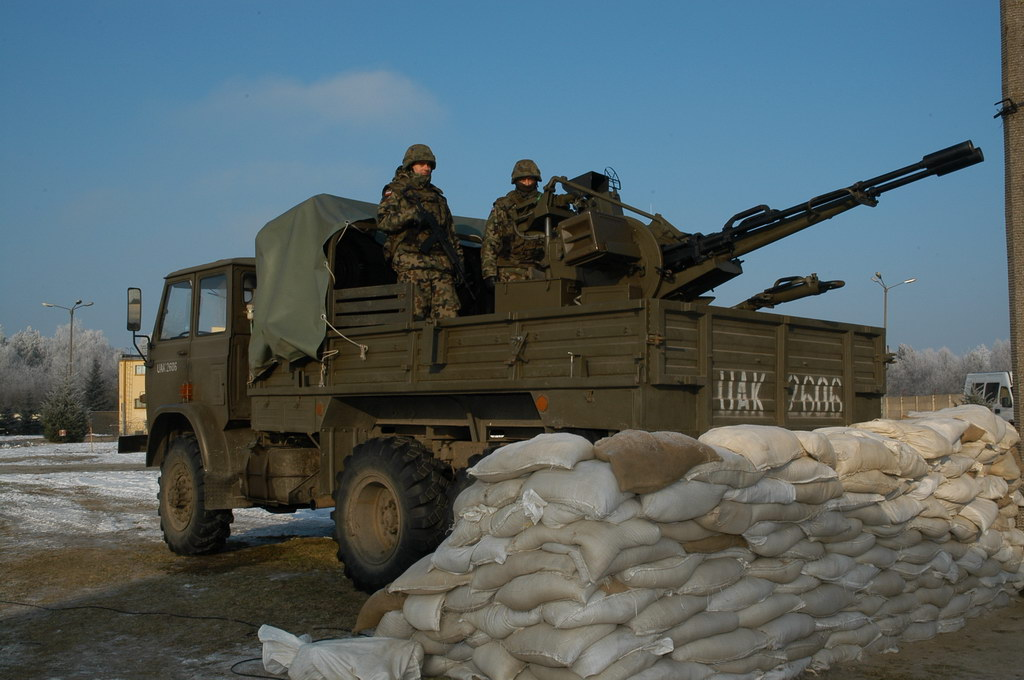
安裝在Star 266卡車上的ZUR-23-2KG機炮。

- ZU-23-2：波蘭對於基本機炮型號的命名。自1972年由Zakłady Mechaniczne “Tarnów” SA獲特許生產。[16]
  - ZUR-23-2S“碘”（Jod）：波蘭製衍生型，具有光電瞄準具GP-1R和雙聯箭-2M導彈發射器，自1988年開始使用。[16]（資料圖片 （页面存档备份，存于））。
    - ZUR-23-2KG“碘-G”（Jodek-G）：ZUR-23-2S的發展型，具有更先進的反射式瞄準具CKE-2（其後改為CP-1夜間和日間瞄準具和激光測距儀），機電機炮運轉系統和雙聯「雷霆」導彈發射器，自2002年開始生產。[16]（資料圖片 （页面存档备份，存于））。
      - ZUR-23-2KG-I：印尼改進的出口版本，使用CKE-2I瞄準具。
      - TR-23-2：ZUR-23-2KG-I的訓練模擬器版本。該組由指導員站和炮手站（經修改的“火炮—導彈部件”，瞄準具被計算機站所取代）所成組成。兩個站都通過無線網絡鏈接。[17]
      - 眼鏡蛇（Kobra）：短程模塊化防空系統。一個典型的砲台，由最多6門機炮、最多6波普拉德系統、WD-95指揮所和RADWAR MMSR雷達所組成。[18]

  - ZU-23-2M“羅貝爾”（Wróbel）：波蘭ZU-23-2的海军型，液壓動力，自1979年開始生產。[16]
  - ZU-23-2MR“羅貝爾II型”（Wróbel II）：波蘭ZU-23-2S的海军型，具有箭-2M／雷霆防空導彈和水冷式炮管，自1986年開始生產。[16][19]（資料圖片 （页面存档备份，存于））。
    - “希比娜域”（Hibneryt）：安裝在經專門改裝的Star 266卡車上的ZU-23-2炮族，卡車配備了額外的機炮彈藥和經修改的電氣裝置以供應电源給機炮的機電運轉系統（機炮亦也可以藉由电池來操作）。

### 捷克共和國
- ZU-23-2M2 Vlara：現場現代化升級套件（資料圖片 （页面存档备份，存于））。

### 斯洛伐克共和國
- ZU 23M：升級版，具有自動火控系統，由EVPU公司開發。[20]這是由EVPU和印度頻斯·勞埃德公司向印度軍隊提供的版本。[21]

### 埃及
- ZU 23-M：ZU-23的特許生產版本。它又被稱為SH-23M，由阿布·匝札那布工程工業（第100號工廠）所產生。[4]
  - 尼羅河23（Nile 23）：安裝在履帶式M113上的式版本。該系統由戰鬥車輛與ZU 23-M機炮和地對空導彈「鷹眼」，和一輛同樣以M113為藍本的拖曳車輛所組成。[22][23]
  - 西奈半島23（Sinai 23）：類似於尼羅河23，但機炮和導彈都安裝在TA-23E砲塔上，並配備了RA-20S E-波段雷達。而「鷹眼」亦被FIM-92「刺針」便携式防空导弹所取代。[24]

### 芬蘭

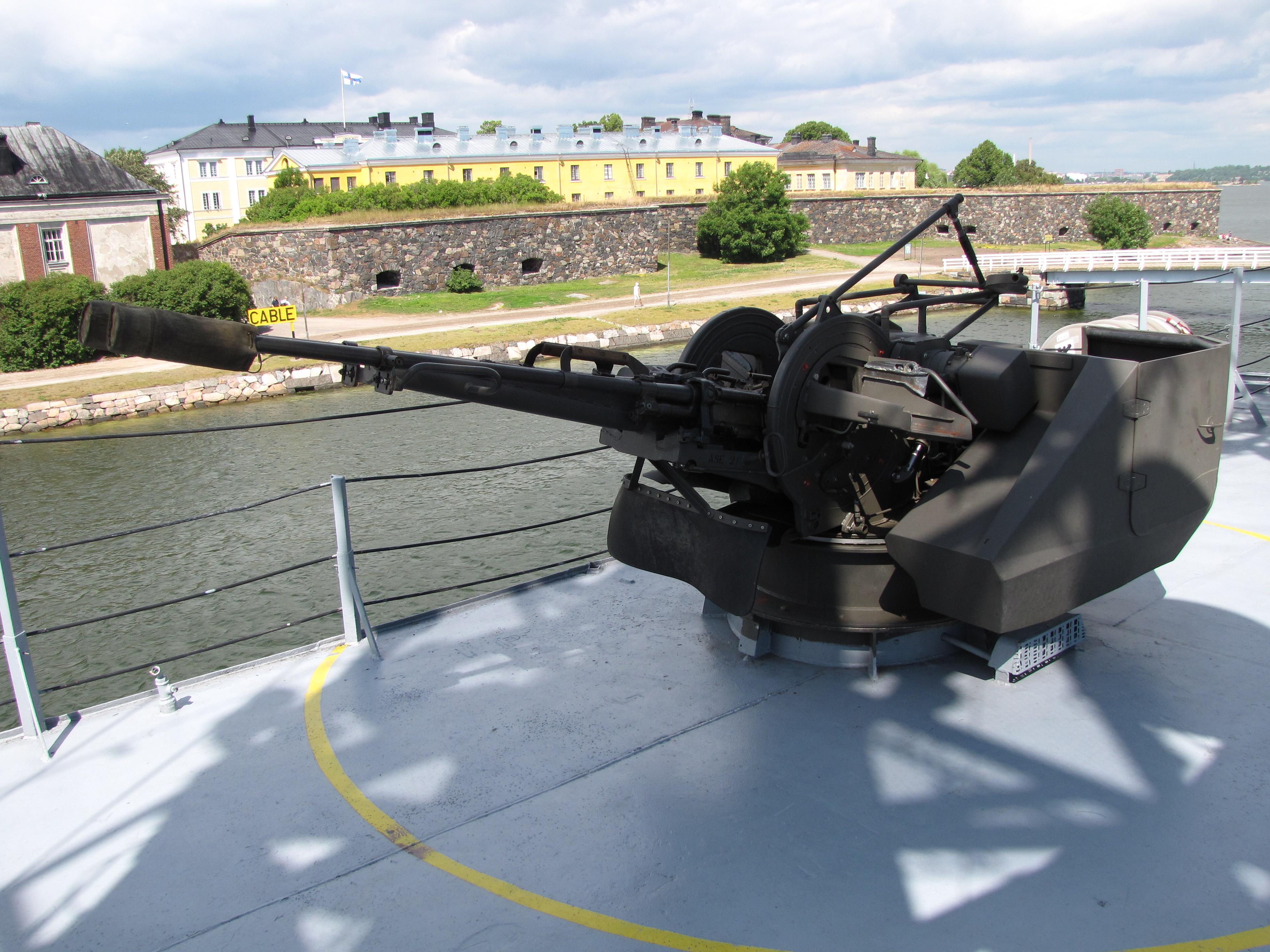
安装在芬蘭海軍SAKO 23mm/77的布雷艇

- 23 ItK 95：原來的23 ItK61的芬蘭升級型，由Instrumentointi Oy公司和Vammas Oy公司所設計。已升級的機炮配備了一台陀螺穩定式機炮、一台輔助動力系統和激光測距儀（資料圖片[永久]）。[12]
- SAKO 23 mm/87：芬蘭海軍採用的海軍現代化版本。衍生型為23 M74、23 M77、23 M80和23 M85。該機炮可從M85滑架上移除，並且由6發式西北風便攜式防空導彈發射器所取代。[25]

### 中华人民共和国
- 85式：ZU-23-2的逆向工程仿製型，由中国北方工业公司生產。[5]最初，它是用於出口，並命名為G-AA-01。[26]國外曾誤稱為80式（被稱為80式的是57毫米雙管自行高炮）。
  - WZ-554：85式的輪式式高炮版本。
  - 神弓：又稱為巨弓。這是一個防空系統，當中包括多達8門85式高射機炮和電池指揮車（BCV）的名稱。[5]
  - 神弓II：又稱為巨弓II。這是神弓的一個更現代化版本，並自2005年開始可供出口，除了23毫米機炮，還包括天燕-90近距面對空／空对空导弹發射器和立體雷達。[5]
- 87式：升級型，採用雙聯25毫米機炮，發射25×183毫米B彈藥，例如PG87。經歷一次失敗的初始設計之後，於1979年重新研制的改進型設計，並於1984年準備進行評估。87式機炮於1987年獲採用並且服役，它具有與原始型號相同的佈局，由兩門自動後座式機炮、雙輪式炮架、一台86式紅外跟踪瞄準具和兩盒40發彈藥箱所組成。87式具有單發或連發兩種模式，循環射速為600〜700發／分鐘，並具有1,050米／秒（3,444.88英尺／秒）的炮口初速。[27]
  - PGZ-95：87式的履帶式式高炮版本。
  - PGZ-04A：PGZ-95的改裝升級型。

### 伊朗
- 梅斯巴-1（英语：Mesbah 1）（Mesbah-1）：伊朗製造的防空和反巡航導彈系統，具有4門ZU-23的架座。這是在2010年首度推出。
- ZU-23-6（非正式代號）：類似於梅斯巴-1，但僅為6門而不是8門。這大概是梅斯巴-1的預定系列型號。[28]

## 使用國

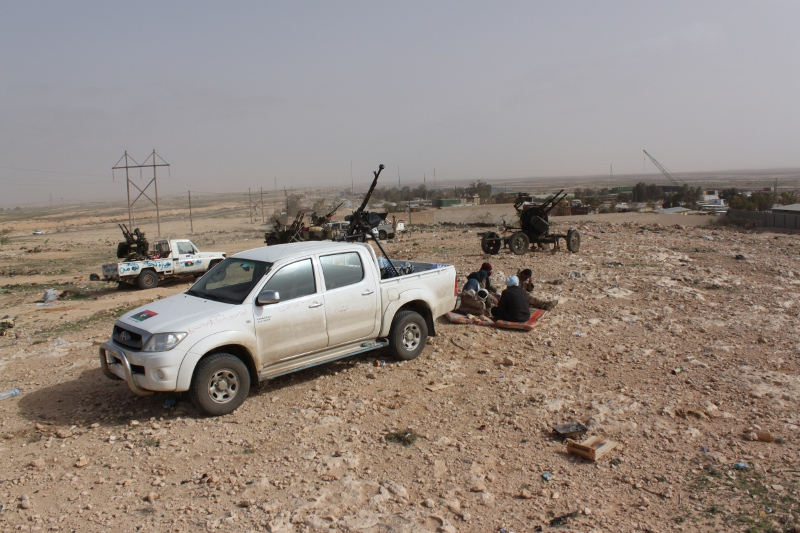
在利比亞布雷加檢查站的ZU-23-2。

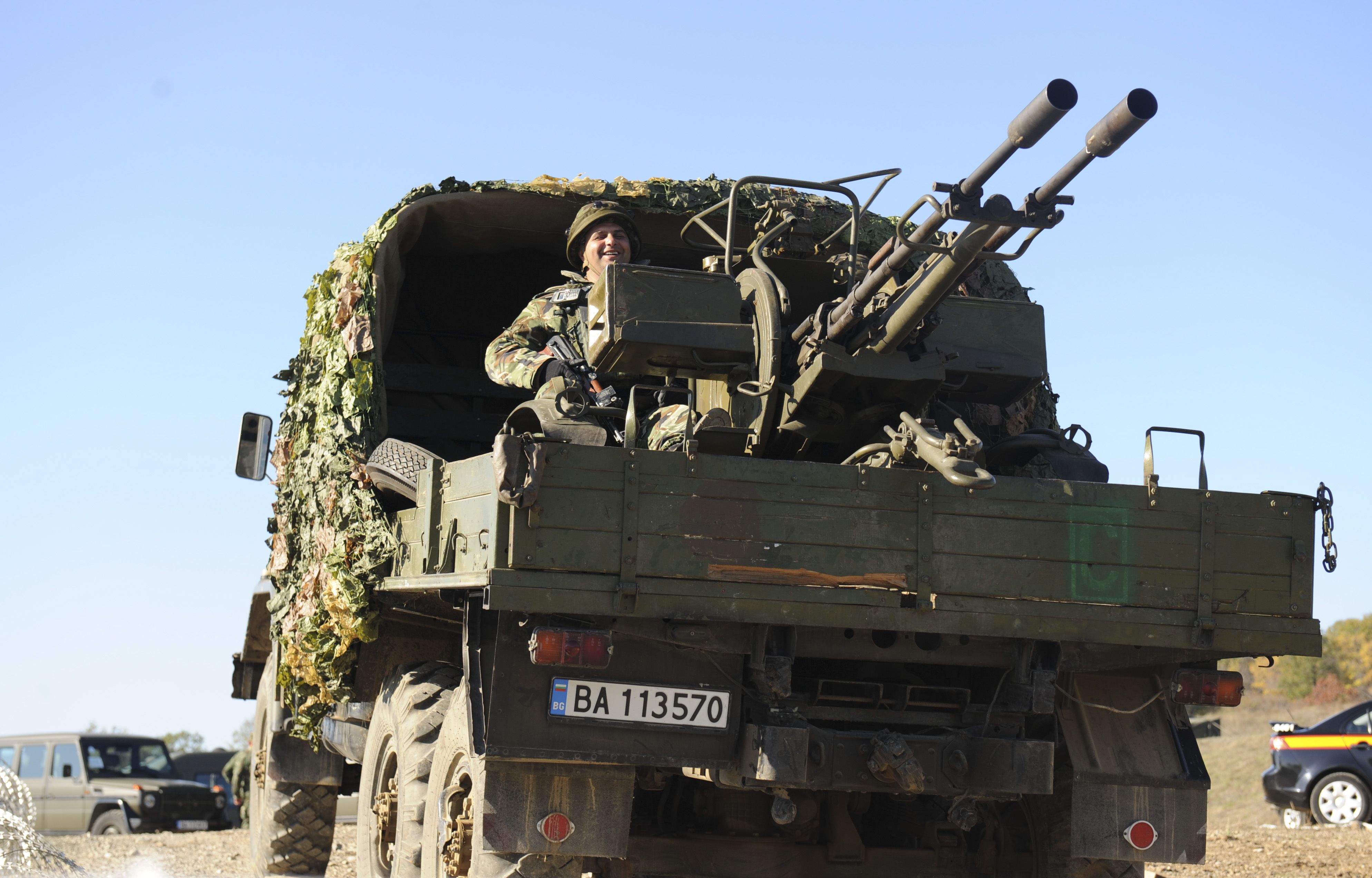
保加利亞的車載式ZU-23-2。

- 阿富汗：5,000門
- 阿尔及利亚：60門
- 亞美尼亞
- ：150門
- 保加利亚：128門
- 柬埔寨
- 中华人民共和国：85式和87式
- ：8門
- 古巴
- 賽普勒斯
- ：85式[29]
- 埃及：220門分別命名為尼羅河23和西奈半島23，另外650門升級後具有雷達制導。
- 爱沙尼亚：198門，一些架設在MAN 4520 6×6卡車以上。
- 衣索比亞：10門
- 芬兰：1,100門
- 加彭24門
- ：200門
- 希腊：523門
- ：16門
- 印度：800門；待升級。
- 印度尼西亞：
  - 14門ZUR-23-KG-I作為印尼空軍的“眼鏡蛇”防空系統的一部分。[30][31]
  - 18門80式作為印尼陸軍神弓II防空系統的一部分。[32][33]
- 伊朗
- 伊拉克：採用以架設在波蘭和保加利亞製造的MT-LB以上。
- 以色列：[34]在多次以色列及阿拉伯的武裝衝突中從阿拉伯軍隊繳獲。
- 匈牙利
- ：2門
- 拉脫維亞：3門ZU-23-2MR “羅貝爾II型”架設在Imanta級和Viesturs級戰艦。
- 黎巴嫩：超過1,000門，大多架設在M113装甲运兵车用以對地面目標和空中防禦火力支援。
- 利比亞：450門，大多數被利比亞國民解放軍繳獲，並且安裝在輕型卡車以上。
- 摩洛哥：160門
- 摩尔多瓦：數量不多，一些架設在BTR-D（英语：BTR-D）以上。
- 蒙古国
- 莫桑比克：150門
- 緬甸：380門87式。
- 纳米比亚
- 尼加拉瓜：20門
- 奈及利亞：20門
- 巴基斯坦：5,200門
- 秘魯：230門
- 波蘭：
  - 444 門ZUR-23-2系列。
  - 一些海軍版本。
- 撒拉威阿拉伯民主共和國：50門
- 南非：36門“Zumlac”安裝在裝上裝甲的SAMIL 100重型卡車上。於1980年代安哥拉中發現。[35]
- 斯里蘭卡
- 叙利亚
- 坦桑尼亚：40門
- 乌干达：5門
- 乌克兰
- 美国：僅用作測試。
- 委內瑞拉：250門ZU-23M1
- 越南
- 葉門：200門
- 辛巴威：5門

### 前使用國
- 苏联：由俄羅斯所繼承。
- 俄羅斯：從蘇聯繼承，已退役或轉售東歐及第三世界國家
- 东德
- 羅德西亞：12門於羅德西亞布什戰爭期間被蘇聯提供的武裝分子所俘虜。

## 流行文化
ZU-23-2 23毫米機炮同時出現在电影、电視劇、电脑游戏和動画裡，例如：

### 電影
- 2005年—：設在巴格拉姆空軍基地的前哨基地並且被蘇聯士兵所使用。

### 電子遊戲
- 2004年—：玩家於最終戰中與Mi-24雌鹿直升機交戰時強佔的武器。
- 2008年—：命名為「ZU-23-2」，為固定式武器，也安裝在BMD-3的衍生型。
- 2009年—：安裝在Ural（英语：Ural-4320）上的其中一款武器，被藍軍（BLUFOR）的黑俄羅斯國防軍、假想敵（OPFOR）的黑俄羅斯紅星運動和獨立武裝的民族黨派所使用。
- 2010年—：命名為「ZU-23-2」（多人模式時則簡稱為「防空炮」），為固定式武器，也安裝在BMD-3的衍生型。故事模式之中被俄軍所使用。[36]
- 2010年—：型號為ZU-23-2和其自行高射炮型ZSU-23-4「石勒喀河」，被反政府軍所使用。
- 2012年—：於眾多多人模式地圖中出現，不可使用。
- 2013年—《狙击手：幽灵战士2》：玩家必須破壞的目標。
- 2013年—《縱橫諜海：黑名單》：架設在多個位置。

### 動漫
- 1998年—《星際牛仔》（日語：カウボーイビバップ；Cowboy Bebop）：第13集「ジュピター・ジャズ（後編）」，在倒敘中出現。

## 資料來源
1. 1 2  .   [2014-04-12]. （原始内容存档于2013-01-27）.
2. 1 2 3  .   [2014-04-12]. （原始内容存档于2010-06-12）.
3. ↑  .   [2014-04-12]. （原始内容存档于2013-01-26）.
4. 1 2  .   [2014-04-12]. （原始内容存档于2013-01-26）.
5. 1 2 3 4  .   [2014-04-12]. （原始内容存档于2013-01-26）.
6. ↑  "Williams, Anthony G: An introduction to collecting 23-28mm cartridges. （页面存档备份，存于）
7. 1 2 3 4 5 6 7  .   [2021-02-10]. （原始内容存档于2009-10-19）.
8. 1 2  .   [2014-04-12]. （原始内容存档于2008-08-28）.
9. ↑  .   [2018-09-10]. （原始内容存档于2021-02-11）.
10. ↑  Parks, Maj W. Hays. . Marine Corps Gazette. January 1988  [23 February 2014]. （原始内容存档于2014-02-28）.
11. ↑  .   [2014-04-12]. （原始内容存档于2021-06-28）.
12. 1 2  .   [2014-04-12]. （原始内容存档于2010-06-14）.
13. ↑  RUSSIA--AUTOMATIC-AIMING-FOR-ZU-23-2-LAAG[永久]
14. ↑  .   [2014-04-12]. （原始内容存档于2021-11-15）.
15. ↑  .   [2014-04-12]. （原始内容存档于2021-11-15）.
16. 1 2 3 4 5  （波兰語） "Dwudziestkitrójki" z Tarnowa ["Twentythrees" from Tarnów] in: Nowa Technika Wojskowa Nr. 9/2010, p. 76-78
17. ↑   (PDF).   [2014-04-12]. （原始内容 (PDF)存档于2014-04-13）.
18. ↑   (PDF).   [2014-04-12]. （原始内容 (PDF)存档于2021-10-15）.
19. ↑  .   [2014-04-12]. （原始内容存档于2013-01-27）.
20. ↑  .   [2014-04-12]. （原始内容存档于2014-04-13）.
21. ↑   (PDF).   [2014-04-12]. （原始内容存档 (PDF)于2022-03-25）.
22. ↑  .   [2014-04-12]. （原始内容存档于2013-12-02）.
23. ↑  .   [2014-04-12]. （原始内容存档于2013-12-02）.
24. ↑  Sinai 23[永久]
25. ↑  Kiiskinen, Pekka; Wahlman, Pasi.  [The naval guns of Finland 1918-2004]. Helsinki: Typomic Oy. 2003: 121–133. ISBN 952-91-6807-1 （芬兰语）.
26. ↑  International Defence Equipment Catalogue 1988-89, page II/27
27. ↑  .   [2014-04-12]. （原始内容存档于2007-12-12）.
28. ↑  .   [2014-04-12]. （原始内容存档于2021-09-16）.
29. ↑  .   [2014-04-12]. （原始内容存档于2011-07-20）.
30. ↑  .   [2014-04-12]. （原始内容存档于2013-01-03）.
31. ↑  .   [2014-04-12]. （原始内容存档于2017-07-31）.
32. ↑   (PDF).   [2014-04-12]. （原始内容 (PDF)存档于2013-12-14）.
33. ↑  .   [2014-04-12]. （原始内容存档于2018-07-17）.
34. ↑   (PDF).   [2014-04-12]. （原始内容存档 (PDF)于2010-03-31）.
35. ↑  .   [2014-04-12]. （原始内容存档于2012-09-14）.
36. ↑  .   [2014-04-12]. （原始内容存档于2015-03-07）.

## 外部連結
- （英文）—Russian producer
- （俄文）—ZU-23 - TWIN MOUNT 23 mm AA Guns – Walk around photos
- （英文）—Enemyforces.com－23-mm Twin Anti-Aircraft Artillery Gun ZU - 23 (2A13) （页面存档备份，存于）
- （英文）—Gulflink （页面存档备份，存于）
- （俄文）—Photo gallery at pvo.guns.ru （页面存档备份，存于）
- （英文）—Type 85 Twin-23mm Towed Anti-Aircraft Artillery
- （英文）—Type 87 Twin-25mm Towed Anti-Aircraft Artillery
- （英文）—Slovak Field upgrade kits producer